# Josefina Matamoros i Calvet
Josefina Matamoros i Calvet (en francès: Joséphine Matamoros; Godall, Montsià, 16 o 17 de gener de 1947) és una historiadora de l'art nord-catalana. Directora del Museu d'Art Modern de Ceret durant 26 anys (de 1986 a 2012), ha estat guardonada per la seva dedicació a la promoció de l'art amb la Creu de Sant Jordi el 1999 i el Premi Nacional de Cultura el 4 de juliol del 2019.

## Biografia
Josefina Matamoros va néixer el 1947 a Godall, petita població del Montsià, en una família modesta de carnissers i pastors. Arribà el 1954 a la Catalunya del Nord amb els seus pares, migrants econòmics, que es van instal·lar en un mas de l'Albera (Rosselló).
Va estudiar a l'escola primària del Pertús, i més endavant a Ceret, on obtingué el batxillerat. Després, gràcies a una beca, va anar a París i s'hi llicencià en Hispàniques primer, a la Sorbona, el 1970, i en Filosofia després, a la facultat de Vincennes, el 1979. El 1981 es va doctorar a la Universitat de Pau amb una tesi sobre el Rosselló vist per Josep Pla.
Ha participat en la Universitat Catalana d'Estiu i ha col·laborat amb el Centre d'Agermanament Occitano-Català. Fou una de les impulsores el 1978 del Centre de Documentació i Animació de la Cultura Catalana de la Vila de Perpinyà (Cedacc) fins a 1985, va dirigir el Museu Puig de Perpinyà i el 1986 fou nomenada directora del Museu d'Art Modern de Ceret, fins a la seva jubilació el gener de 2012.
El museu de Ceret, inaugurat el 1950, ja tenia un fons important gràcies a les donacions de col·leccionistes i artistes rellevants vinculats a la població, però Matamoros, després de dirigir-ne la reestructuració i ampliació, reinaugurada per Mitterrand el 1993, va convertir-lo en un museu de referència no només pel que fa al seu patrimoni sinó en relació al circuit museístic internacional, on va adquirir una reputació i projecció extraordinària.
Després de la seva jubilació Josefina Matamoros ha continuat treballant, comissariant exposicions importants a França, com per exemple Picasso et les Arts et les Traditions Populaires, al Mucem de Marsella, el 2016, o bé dirigint fins al 2018 el Museu de Cotlliure. El seu nom havia sonat també per dirigir el Museu Picasso barceloní, el MACBA i el MNAC.
El 1999 va rebre la Creu de Sant Jordi. En l'actualitat és una de les persones més respectades en el món de l'art a França. L'any 2019 li fou atorgat el Premi Nacional de Cultura.